# Lary Schulhof
Lary Alan Schulhof (* 15. Juni 1942 in Muncie, Indiana) ist ein ehemaliger Schwimmer aus den Vereinigten Staaten.

## Karriere
1961 stellten Lary Schulhof, Tom Stock, Peter Sintz und Chet Jastremski in 4:03,0 Minuten einen neuen Weltrekord in der 4-mal-100-Meter-Lagenstaffel auf.
Bei den Olympischen Spielen 1964 in Tokio erreichte die 4-mal-100-Meter-Freistilstaffel in der Besetzung Stephen Clark, Lary Schulhof, Michael Austin und Gary Ilman mit der schnellsten Vorlaufzeit das Finale. Im Endlauf verbesserten Clark, Austin, Ilman und Don Schollander den Weltrekord auf 3:33,2 Minuten und gewannen die Goldmedaille mit vier Sekunden Vorsprung auf die deutsche Staffel. Schwimmer, die nur im Staffelvorlauf eingesetzt wurden, erhielten bis 1980 keine Medaille.
Lary Schulhof studierte zunächst an der Indiana University Bloomington und dann an der Medical School der Indiana University. Nach diversen Spezialstudiengängen ließ sich Schulhof in North Carolina als Spezialist für Wirbelsäulen-Chirurgie nieder.